# Медведев, Дмитрий Александрович
Дми́трий Алекса́ндрович Медве́дев (21 сентября 1918 — 26 ноября 1992) — советский военачальник, военный лётчик, Герой Советского Союза (15.05.1946). В годы Великой Отечественной войны — командир 486-го истребительного авиационного полка 279-й истребительной авиационной дивизии 3-го гвардейского штурмового авиационного корпуса 5-й воздушной армии 2-го Украинского фронта, подполковник.
В послевоенное время заместитель командующего ракетной армией, командир отдельного ракетного корпуса, заместитель начальника Военно-инженерной академии имени А. Ф. Можайского, генерал-лейтенант авиации.

## Биография
Родился 21 сентября 1918 года в посёлке Узловая (ныне город Тульской области) в семье рабочего. Русский. Член ВКП(б) с 1944 года. Окончил 9 классов.
В Красной армии с 1935 года.
В 1937 году окончил 8-ю Одесскую военную авиационную школу пилотов имени П. Д. Осипенко и служил в Белорусском военном округе.
Участник боёв против японских войск на реке Халхин-Гол летом 1939 года. Командовал эскадрильей 22-го истребительного авиационного полка (23-я истребительная авиационная бригада, 1-я армейская группа). Всего в небе Монголии совершил 75 боевых вылетов, сбил два истребителя (в том числе один И-96 — при таране на встречных курсах) и один бомбардировщик противника. За эту компанию был награждён орденом Красного Знамени, монгольским орденом, досрочно получил воинское звание старший лейтенант.
Участник советско-финской войны 1939—1940 годов. Летая на биплане И-153, командовал звеном в эскадрилье Иосифа Гейбо 7-го истребительного авиаполка. Полк базировался на льду замёрзшего озера Валк-Ярви (сейчас оно называется Нахимовским), занимался штурмовкой наземных целей и сопровождением своих бомбардировщиков.
В начале марта 1940 года самолёт Д. А. Медведева был подбит зенитным огнём, и пилот чудом остался жив — машина упав на землю разлетелась на куски. Уже через неделю, немного подлечившись, он участвовал в боях за освобождение Выборга.
На фронтах Великой Отечественной войны с июня 1941 года. За период войны Дмитрий Медведев совершил 298 боевых вылетов, уничтожил лично 14 и в группе 15 самолётов противника (без учёта побед на Халхин-Голе).
Звание Героя Советского Союза с вручением ордена Ленина и медали «Золотая Звезда» (№ 7522) Медведеву Дмитрию Александровичу присвоено указом Президиума Верховного Совета СССР от 15 мая 1946 года мужество и высокое лётное мастерство, проявленное в борьбе с немецкими захватчиками.
После войны Д. А. Медведев, в 1951 году, окончил Краснознамённую Военно-воздушную академию. Командовал истребительной авиадивизией. В 1959 году окончил Военную академию Генерального штаба.
С 1960 года служил в Ракетных войсках стратегического назначения: заместитель командующего ракетной армией, командир отдельного ракетного корпуса, заместитель начальника Военно-инженерной академии имени А. Ф. Можайского.

Могила Медведева на Серафимовском кладбище Санкт-Петербурга.

С 1975 года генерал-лейтенант Медведев — в запасе. Жил в городе-герое Ленинграде (с 1991 года — Санкт-Петербург), был председателем городского Совета ветеранов войны и труда.
Скончался 26 ноября 1992 года.
Жена — Алла Ильинична.

## Награды
- Медаль «Золотая Звезда» Героя Советского Союза (№ 7522);
- два ордена Ленина;
- орден Октябрьской Революции (18.11.1988)
- шесть орденов Красного Знамени;
- два ордена Отечественной войны I степени;
- орден Трудового Красного Знамени;
- два ордена Красной Звезды;
- орден «За службу Родине в Вооружённых Силах СССР» III степени;
- медали, в том числе:
  - медаль «За победу над Германией в Великой Отечественной войне 1941—1945 гг.»;
  - юбилейная медаль «Двадцать лет Победы в Великой Отечественной войне 1941—1945 гг.»;
  - юбилейная медаль «Тридцать лет Победы в Великой Отечественной войне 1941—1945 гг.»;
  - Юбилейная медаль «Сорок лет Победы в Великой Отечественной войне 1941—1945 гг.»;
- иностранная награда.

## Память
- Похоронен на Серафимовском кладбище (Дубовый участок) в Санкт-Петербурге.
- Имя Героя носили пионерская дружина школы № 59 города Узловая, электроцех локомотивного депо железнодорожной станции Узловая.
- Мемориальная доска на доме, где он жил: ул. Красного Курсанта, д. 26[3].
- Сквер Генерала Медведева в Санкт-Петербурге (Комендантский пр., д. 40), ноябрь 2019 года[4].
- 1 августа 2020 года в сквере на улице Мира в г. Узловая Тульской области открыт бюст Д. А. Медведеву.